# Denis Lottin
Denis Lottin   (19 de novembre de 1773 - 1826) fou un violinista i compositor francès.
A l'edat de dotze anys, va estudiar música per a la seva diversió, com que va millorar tan ràpidament que els seus amics li van procurar els millors mestres del barri, i es van amagar diverses vegades a París, on va rebre lliçons de Grasset.
És autor de les següents obres: Metodologia de violon; Trois grands Duos Concertans; Concerto dedié à son ami Demar; Six Duos; Trois Grands Duos; Deuxième Concerto; Six Duos faciles; Recueil de Walses pour deux V; Recueil d'Airs variés pour V; la simfonia Vive Henri IV i l'obra didàctica Principes élémentaires de musique et de violon.
Totes aquestes produccions s'imprimiren a la ciutat de París.